# Rhacocarpus rehmannianus
Rhacocarpus rehmannianus là một loài rêu trong họ Rhacocarpaceae. Loài này được (Müll. Hal.) Wijk & Margad. mô tả khoa học đầu tiên năm 1960.